# Liberty (álbum)
Liberty es el sexto álbum de la banda británica Duran Duran, lanzado mundialmente el 20 de agosto de 1990. No tuvo tanto éxito como sus antecesores, pese a destacar con los sencillos "Violence of Summer (Love's Taking Over)" y "Serious", logrando llegar con este último al #6 en las listas de Japón. 
De hecho, no se llegó a hacer gira con este álbum.

## Lista de canciones
1. "Violence of Summer (Love's Taking Over)" – 4:22
2. "Liberty" – 5:01
3. "Hothead" – 3:31
4. "Serious" – 4:21
5. "All along the water" – 3:50
6. "My antarctica" – 5:01
7. "First impression" – 5:28
8. "Read my lips" – 4:30
9. "Can you deal with it" – 3:47
10. "Venice drowning" – 5:13
11. "Downtown" – 5:23

### Sencillos
1. "Violence of Summer (Love's Taking Over)" (julio de 1990)
2. "Serious" (octubre de 1990)

## Miembros
- Simon Le Bon - voz principal y coros
- Nick Rhodes - sintetizadores
- John Taylor - bajos y coros
- Warren Cuccurullo - guitarras y coros
- Sterling Campbell - batería

- Datos: Q2314940